# Панамериканский чемпионат по дзюдо 1974
Панамериканский чемпионат по дзюдо 1974 года прошёл в городе Панама (Панама) 26 — 28 ноября под эгидой Панамериканского союза дзюдо. Чемпионат был 9-м по счёту. Соревнования проводились только среди мужчин.

## Медалисты
| Категория            | Золото                      | Серебро                    | Бронза                                                |
| -------------------- | --------------------------- | -------------------------- | ----------------------------------------------------- |
| до 63 кг             | Мауро Джунквейра · Бразилия | Анельсон Гуэрра · Бразилия | Кеннет Окада · СШАДжимми Мартин · США                 |
| до 70 кг             | Уэйн Эрдман · Канада        | Хуан Феррер · Куба         | Рамон Ривера · США · Патрик Бёррис · США              |
| до 80 кг             | Исаак Аскуй · Куба          | Даниэль Фильо · Бразилия   | Джеймс Педро · США Райнер Фишер · Канада              |
| до 93 кг             | Томми Мартин · США          | Роберто Кобас · Куба       | Хосе Гомес · Куба Карлос до Сантос · Бразилия         |
| свыше 93 кг          | Джеймс Вули · США           | Дин Седжвик · США          | Хулио Авраам · Аргентина Фенелон да Сильва · Бразилия |
| Абсолютная категория | Джеймс Вули · США           | Хосе Гомес · Куба          | Карлос до Сантос · Бразилия Роберто Кобас · Куба      |

## Медальный зачёт
| Место          | Страна         | Золото | Серебро | Бронза | Всего |
| -------------- | -------------- | ------ | ------- | ------ | ----- |
| 1              | США            | 3      | 1       | 5      | 9     |
| 2              | Куба           | 1      | 3       | 2      | 6     |
| 3              | Бразилия       | 1      | 2       | 3      | 6     |
| 4              | Канада         | 1      | 0       | 1      | 2     |
| 5              | Аргентина      | 0      | 0       | 1      | 1     |
| Всего стран: 5 | Всего стран: 5 | 6      | 6       | 12     | 24    |